# Anosia wentholti
Anosia wentholti är en fjärilsart som beskrevs av Martin 1914. Anosia wentholti ingår i släktet Anosia och familjen praktfjärilar. Inga underarter finns listade i Catalogue of Life.